# Conchifera
Los conchíferos (Conchifera, Gegenbaur 1878) forman un subfilo del filo de los moluscos.
Son moluscos de formas muy diversas, generalmente bivalvos. El manto está limitado a una parte del tronco. Por lo general, están cubiertos total o parcialmente por la concha. Entre ellos se encuentran las ostras, almejas, mejillones, vieiras, etc.
Hasta hace unos 200 años, los conchíferos formaban un grupo de animales distintos de los moluscos que no incluían en esa época más que animales de cuerpo desnudo, sin concha. Después de estudios más completos sobre su anatomía, los conchíferos se reagruparon con los moluscos.
La concha está formada por una capa orgánica y dos capas calcáreas, con superficie y espesor crecientes como en los polyplacophora.
Comprende las siguientes clases:
- Gastropoda
- Scaphopoda
- Rostroconchia †
- Cephalopoda
- Bivalvia
- Monoplacophora
- Helcionelloida†